# Pollex poguei
Pollex poguei là một loài bướm đêm thuộc họ Erebidae. Nó được tìm thấy ở Luzon ở Philippines.
Sải cánh dài khoảng 12 mm. Cánh trước hẹp và nâu đen. Cánh dưới nâu đồng nhất.